# Садиков Ібайдулла
Ібайдулла (Убайдулла) Садиков (19 листопада 1902, село Мади (Наріман) Ошського повіту, тепер Ошської області, Киргизстан — 1978, село Шарк, тепер Кара-Сууського району Ошської області, Киргизстан) — радянський киргизький діяч, голова колгоспу імені Калініна Ошського району Ошської області Киргизької РСР. Депутат Верховної ради Киргизької РСР 3-го скликання. Депутат Верховної ради СРСР 4-го скликання. Герой Соціалістичної Праці (15.02.1957).

## Життєпис
Народився в родині бідного селянина. З дитячого віку наймитував у заможних баїв. У 1930 році вступив до колгоспу «ІІІ Інтернаціонал» Ошського району, працював різноробом.
У 1932—1939 роках — бригадир, заступник голови правління колгоспу «ІІІ Інтернаціонал» Ошського району; заступник голови правління колгоспу «Шарк» Ошського району Ошської області.
Член ВКП(б) з 1939 року.
У 1939—1965 роках — голова колгоспу імені Калініна Ошського (тепер Кара-Сууського) району Ошської області Киргизької РСР.
Вивів колгосп до передових сільськогосподарських підприємств Ошської області. У 1956 році колгосп зібрав у середньому по 29,5 центнерів бавовни-сирцю з кожного гектара на площі 1520 гектарів.
Указом Президії Верховної Ради СРСР від 15 лютого 1957 року за видатні успіхи, досягнуті у справі збільшення виробництва цукрових буряків, бавовни та продуктів тваринництва, широке застосування досягнень науки та передового досвіду у вирощуванні бавовнику, цукрових буряків та отримання високих та стійких урожаїв цих культур Садикову Ібайдуллі було присвоєно звання Героя Соціалістичної Праці з врученням ордена Леніна та золотої медалі «Серп і Молот».
З 1965 року — на пенсії, з 1969 року — персональний пенсіонер союзного значення. Після виходу на пенсію проживав у селі Шарк Кара-Суйського району, де помер 1978 року.

## Нагороди
- Герой Соціалістичної Праці (15.02.1957)
- два ордени Леніна (26.03.1948; 15.02.1957)
- два ордени Трудового Червоного Прапора (28.02.1946; 9.06.1947; 31.01.1951)
- орден «Знак Пошани» (31.01.1941)
- медалі
- значок «Відмінник соціалістичного сільського господарства» (1946)